# Elias Heurlin
Elias Heurlin, född den 8 september 1761 i Blädinge socken i Kronobergs län, död den 31 december 1825 i Växjö, var en svensk naturforskare och präst. Han var kusin till Sven Erland Heurlin, bror till Samuel Heurlin och morfar till Salomon August Andrée.
Heurlin blev docent i fysik i Lund 1785, extra ordinarie gymnasieadjunkt i Växjö 1791, lektor i historia och moral där 1797 samt i matematik 1799. Heurlin blev kyrkoherde i Öjaby socken 1815, prost 1817 och kyrkoherde i Vederslövs socken 1822. Han var riksdagsman i prästeståndet 1817–1818.